# The Peace and the Panic
| Recensione | Giudizio |
| ---------- | -------- |
| AllMusic   | [ 1 ]    |
| Rock Sound | 8/10     |

The Peace and the Panic è il terzo album in studio del gruppo musicale britannico Neck Deep, pubblicato nel 2017.

## Tracce
Testi e musiche dei Neck Deep, eccetto dove indicato.
1. Motion Sickness – 3:26 (Neck Deep, Sebastian Barlow, Mike Green)
2. Happy Judgement Day – 3:33 (Neck Deep, Mike Green)
3. The Grand Delusion – 3:27 (Neck Deep, Mike Green)
4. Parachute – 3:41 (Neck Deep, Sebastian Barlow, Mike Green)
5. In Bloom – 3:40 (Neck Deep, Sebastian Barlow)
6. Don't Wait (feat. Sam Carter) – 3:18
7. Critical Mistake – 3:16
8. Wish You Were Here – 4:08
9. Heavy Lies – 3:30 (Neck Deep, Sebastian Barlow)
10. 19 Seventy Sumthin' – 3:58 (Neck Deep, Mike Green)
11. Where Do We Go When We Go – 3:37 (Neck Deep, Sebastian Barlow)

Edizione deluxe HMV/Target
1. Beautiful Madness – 3:09 (Neck Deep, Mike Green)
2. Worth It – 3:24

## Formazione
Formazione come da libretto.
- Ben Barlow – voce
- Sam Bowden – chitarra, cori
- Fil Thorpe-Evans - basso, cori
- Dani Washington – batteria
- Matt West – chitarra

Cantanti aggiuntivi
- Sam Carter degli Architects – cantante in Don't Wait
- Ella Jones – cori introduttivi in Where Do We Go When We Go
- Evie Jones – cori introduttivi in Where Do We Go When We Go
- Finlay Jones – cori introduttivi in Where Do We Go When We Go
- Darcy Jones – cori introduttivi in Where Do We Go When We Go
- Laura Whiteside – intro in Critical Mistake

Produzione
- Mike Green – produttore, registrazione, mixing (tracce 3, 12 e 13)
- Will McCoy – assistente ingegnere
- Colin Schwanke – assistente ingegnere
- Neal Avron – mixing (eccetto per le tracce 3, 12 e 13)
- Ted Jensen – mastering
- Ryan Besch – illustrazione di copertina, design